# Ольмшайд
Ольмшайд (нем. Olmscheid) — община в Германии, в земле Рейнланд-Пфальц. 
Входит в состав района Айфель-Битбург-Прюм. Подчиняется управлению Арцфельд.  Население составляет 160 человек (на 31 декабря 2010 года). Занимает площадь 4,87 км².